# Oriflame
Oriflame Holding AG je družbeno-prodajno kozmetično podjetje, ki se ukvarja z zasnovo, razvojem, proizvodnjo in trženjem izdelkov po vsem svetu, kar vključuje izdelke za nego kože, kozmetiko, dišave, izdelke za osebno nego in nego las, modne dodatke in wellness izdelke.. Oriflame deluje v panogi direktne prodaje in sta ga leta 1967 na Švedskem ustanovila brata Jonas af Jochnick in Robert af Jochnick skupaj z Bengtom Hellstenom. Glavni sedež podjetja Oriflame je v Schaffhausenu v Švici z registriranim sedežem v Stockholmu na Švedskem. Z delnicami Oriflame Holding AG se je trgovalo na Nasdaq Stockholm Exchange, dokler niso bile črtane s seznama 17. julija 2019.

## Poslovanje
Podjetje ima približno 6000 zaposlenih, asortiman 1000 izdelkov, promet pa znaša več kot 1,3 milijarde EUR. Oriflame posluje v več kot 60 državah, kjer njegove kozmetične izdelke trži več kot 3 milijone Brand partnerjev. 
Trženje in prodaja potekata prek spleta, v letu 2019 je bilo 96 % naročil oddanih prek spleta, od tega 55% z mobilnih naprav.  Trženje in oddaja naročil potekata tudi prek katalogov, ki izhajajo približno 17-krat letno, pri čemer sta zadnja kataloga 16 in 17 izjemno obširna praznična kataloga. Izdelava katalogov je razdeljena na 5 različnih regij; Afrika, Azija, Srednja in Latinska Amerika, Vzhodna Evropa in Zahodna Evropa, kjer v vsaki regiji izide edinstven tržno prilagojen katalog.

## Sodelovanje z visokošolskimi zavodi in univerzami
Podjetje je eden od članov oz. partnerjev v partnerskem programu stockholmske šole za ekonomijo za podjetja, ki finančno prispevajo k univerzi in z njo tesno sodelujejo na področju raziskav in izobraževanja.

## Oriflamova fundacija
Oriflame Holding AG podpira nevladne organizacije in različne svetovne dobrodelne organizacije. Sem spada tudi Svetovna fundacija za otroke, ki jo je ustanovila švedska kraljica Silvia skupaj z Oriflamom in fundacijo Af Jochnick. Oriflamova fundacija zagotavlja nepovratna sredstva za projekte, ki so jih izbrale ali začele ekipe na lokalnih trgih.